# Boca Juniors 3D
Boca Juniors 3D es un documental argentino de 2015 escrito y dirigido por Rodrigo Vila. La película hizo su aparición en cartelera el 27 de agosto de 2015, la película trata de la historia de uno de los clubes más grandes de Argentina a lo largo de su historia, Boca Juniors.
El documental tiene el récord de ser el más visto de su género en toda la historia del cine nacional sólo con los 145 000 de asistencia conseguidos en su primer fin de semana en cartelera. Recaudó 2 000 000 de dólares localmente (27 000 000 de pesos).

## Sinopsis
¿Soñaste alguna vez sentarte en la butaca del cine, colocarte tus lentes 3D y sentir que estás saliendo del túnel al campo de juego de La  Bombonera?
Por primera vez en el mundo un club de fútbol tiene su película y en 3D.
Un film que le permite al espectador vivir la sensación única de estar dentro del campo de juego, de revivir los grandes goles de la historia de Boca Juniors por primera y única vez en 3D, y emocionarse con las historias de vida de los grandes protagonistas del club como Carlos Tévez, Martín Palermo, Juan Román Riquelme o Diego Maradona. Historias que emocionan a todos los públicos más allá del fútbol.
Boca Juniors 3D es una montaña rusa de entretenimiento y un festival para los sentidos. El film que cualquier hincha de fútbol sueña con ver, de principio a fin. Viví la experiencia BOCA.

## Recepción

### Crítica
Boca Juniors 3D recibió críticas mixtas por parte de la crítica especializada. El portal Todas Las Críticas le da a la película una calificación de 51/100 basado en 17 críticas con una aprobación de sólo el 59%. Pablo O. Scholz del diario Clarín señaló en su reseña de la película: «La dificultad de contar una historia enorme y decisiones cuestionables, se superan con imágenes atrapantes.» Sobre el aspecto técnico Adolfo C. Martínez del diario La Nación destacó: «Impecable fotografía y una suave banda musical ilustran este merecido homenaje a esa institución.» 
Por su parte Diego Batlle del portal Otros Cines, le da al documental una calificación de 2/5 y añade: «Considero a Boca Juniors – La película un producto bastante mediocre y en varios aspectos incluso cuestionable(..) si uno viera este documental elemental, solemne y efectista un domingo de lluvia tirado en el living de su casa por Fox Sports no habría ningún problema, pero estamos hablando de un “estreno cinematográfico” con entradas a 120 pesos. En ese terreno, es imposible recomendar su visión incluso al más fanático de los bosteros»
De forma más general, el crítico Ezequiel Boetti del portal Otros Cines dijo: «Es cierto que el cine no es una cuestión de intenciones sino de resultados concretos con forma de imágenes y sonidos plasmados en la pantalla, pero resulta imposible aproximarse a Abzurdah sin pensar que podría haber sido una película mucho mejor de lo que finalmente es.»

### Taquilla
Boca Juniors 3D fue un éxito absoluto convirtiéndose en el documental argentino más visto en la historia hasta ese momento (en 2023 se estrenaron otros dos documentales sobre fútbol que superaron el récord de Boca Juniors 3D, se trata de Elijo creer que logró atraer a más de 443.000 espectadores y Muchachos, la película de la gente que ostenta la mejor marca hasta la fecha con más de 892.000 espectadores). El día de su estreno fue vista por más de 46 mil espectadores desbancando a la también nacional y taquillera película de Pablo Traprero: El clan (aunque solo por ese día ya que fue superada ya para el fin de semana). Además la cinta puede presumir de ser uno de los títulos más vistos del cine nacional en lo que va del 2015 ubicándose entre las 10 más vistas. Por el momento la película ha sido vista por más de 248.000 personas.

### Home Video
SBP Worldwide se encargó de editar y lanzar la película en DVD el miércoles 6 de abril de 2016. Sus especificaciones técnicas son audio español 5.1 con subtítulos en inglés y español. Sus extras son Teaser y Tráiler del cine, Backstage, Videoclip "Tatuados por una pasión", Avant Premiere del film y Boca copa los cines.